# الجمعية الألمانية للجراحة
الجمعية الألمانية للجراحة (بالألمانية: Deutsche Gesellschaft für Chirurgie) هي جمعية طبية ألمانية مختصة بالجراحة. أُسست سنة 1872، وهي بذلك واحدة من أقدم الجمعيات العلمية الطبية في ألمانيا والعالم. يقع مقر الجمعية في برلين.